# Zóna osídlení

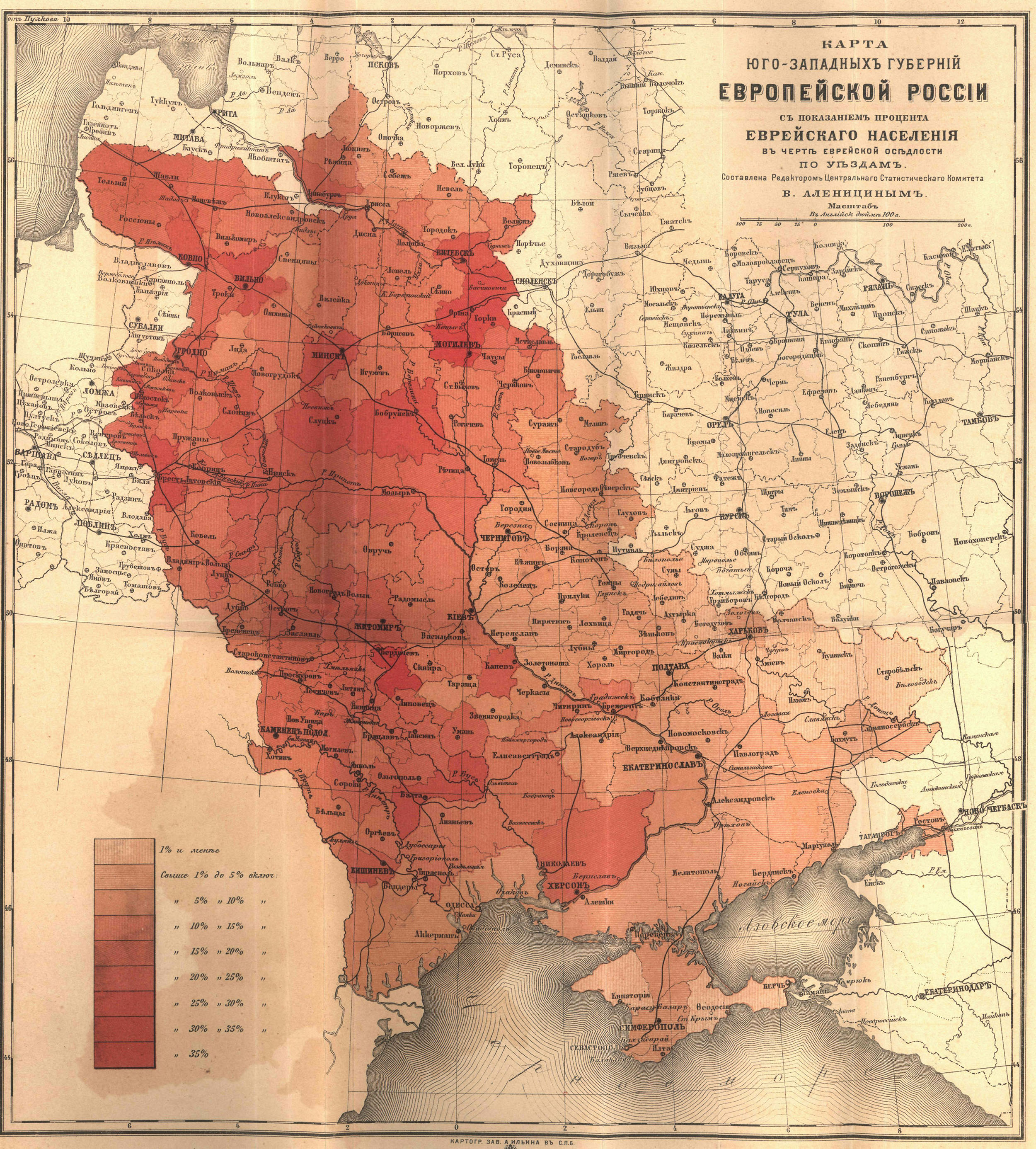
Zóna osídlení v roce 1884 (odstíny červené vyznačen podíl židovské populace)

Zóna/linie osídlení (rusky Черта оседлости) bylo ohraničené území v Ruském impériu mezi lety 1791–1917, za jehož hranicemi nesměla většina Židů a Romů mít trvalé bydliště.
Ruské právní akty z 19. století obvykle používaly termín „Žid“, jenž původně označoval osoby, které byly členy židovského společenství. V právnické literatuře z počátku 20. století se běžně používal také termín „osoba židovského vyznání“. Výjimku ze zákazu trvalého bydliště mimo tuto Zónu osídlení mělo několik kategorií židovského obyvatelstva, do kterých v různých dobách spadali například obchodníci tzv. první gildy, osoby s vysokoškolským vzděláním, vysloužilí vojáci, řemeslníci registrovaní v řemeslnických dílnách, Karaimové, a také tzv. horští, gruzínští a bucharští Židé. Územní rozloha Zóny osídlení činila kolem roku 1905 1 224 008 km².
Území Zóny osídlení bylo původně vymezeno výnosem carevny Kateřiny II., který byl vydán roku 1791. Zde se o této zóně psalo jako o teritoriu Ruska, kde se Židé mohli volně usazovat a obchodovat. Zóna vznikla po druhém dělení Polska, kdy byla jeho východní území včetně tamního židovského obyvatelstva připojena k Ruskému impériu. V zóně vznikly osady podobné městům, kterým se přezdívalo štetly. Ty se nacházely především ve značné části Kongresového Polska, na Litvě, v současném Bělorusku či v Besarábii. Dále se rozprostíraly i na územích, která v současnosti jsou součástí Ukrajiny, nebo také v Latgalsku, které bylo tehdy součástí Vitebské gubernie a dnes spadá pod Lotyšsko.

## Historie
Fakticky byl počátek Zóny židovského osídlení stanoven výnosem carevny Kateřiny II. z 23. prosince 1791. Kateřina II. se tímto snažila definovat oblast, ve které budou Židé žít. Tato oblast byla přísně vymezena a její území se táhlo od Pobaltí, přes Bělorusko, Ukrajinu, Polsko až k Černému moři. Výnos Židům zároveň v zásadě zakazoval zabývat se obchodem, a to zejména v Moskvě, což se hodilo tamějším obchodníkům, kteří se báli konkurence. Židé se měli uchýlit spíše k provozování drobných řemesel či vedení krčem prodávajících alkohol. Jeden z předních právníků, Genrich (Henrich) Sliosberg, který byl židovského původu a zabýval se židovskou otázkou, poznamenal, že výnos Kateřiny II. z roku 1791 byl pouze důkazem toho, „že nepokládali za nezbytné, dělat nějaké výjimky pro Židy: omezení práva na svobodu pohybu a volby místa pobytu se vztahovalo víceméně na všechny, do jisté míry i na šlechtice“.
Během třetího dělení Polska byly k Zóně osídlení přidány i Vilenská a Grodenská gubernie. Důvodem byl velký počet Židů, kteří žili na těchto územích.
V zásadě konečná právní úprava Zóny osídlení byla provedena roku 1804, kdy byl vydán „Výnos o uspořádání Židů“. Tento výnos obsahoval výčet gubernií a území, kde se mohli Židé beztrestně usazovat a obchodovat. Ke stávajícím guberniím přiděleným Židům se přidala ještě Astrachaňská a Kavkazská gubernie (do roku 1835). „Výnosy“ všem Židům neúprosně přikazovaly, aby se zapsali do jednoho z „cechů“ (gild): zemědělskému, průmyslovému a řemeslnickému nebo obchodnímu. Tato právní úprava z roku 1804 byla z části založena na „Vyjádření“ ministra spravedlnosti a generálního prokurátora v letech 1802–1803 (a významného ruského básníka) Gavrily Romanoviče Děržavina o příčinách potravinového deficitu v Bělorusku, a do značné míry také na polských návrzích zákona z 18. století.

## Geografie Zóny osídlení
Do Zóny osídlení spadaly speciálně vytvořené štetly v následujících guberniích:
1. Besarabská
2. Vilenská

1. Vitebská gubernie, včetně Sebežského a Nevelského újezdu (nyní je to část Pskovské oblasti), Veližského újezdu (ten je v současné době součástí Smolenské oblasti) a třech dalších újezdů, kterým se říkalo „infljanty“. Ty se rozprostíraly na území tehdejšího Livonska. Livonsko je v současné době pouze historickým útvarem, který se rozkládal přibližně na území dnešního Estonska a Lotyšska.

1. Volyňská
2. Grodenská
3. Jekatěrinoslavská
4. Kyjevská
5. Kovenská
6. Minská
7. Mohylevská
8. Podolská
9. Poltavská
10. Tavrická
11. Chersonská
12. Černigovská, která zahrovala Suražský, Mglinský, Novozybkovský a Starodubský újezd (ty nyní spadají pod Brjanskou oblast).

Mimo jiné bylo do Zóny osídlení zahrnuto i všech deset gubernií Polského království. V různých dobách pak byly ze zóny vyloučena města Kyjev (Židé měli povoleno žít pouze v některých částech města), Nikolajev, Jalta a Sevastopol.

## Jak fungovala Zóna osídlení v různých dobách
Na konci 19. století žilo v Ruském impériu 5 milionů Židů. Pouze asi 200 000 z nich mělo právo žít ve městech mimo Zónu osídlení. Dokonce i dočasné vycestování ze zóny bylo pro Židy značně komplikované. V souladu s výnosem o Zóně osídlení se Židům povolovalo bydlet pouze ve speciálně vytvořených štetlech. Výsledkem těchto omezení, a také omezení v oblasti výběru povolání, byla obrovská bída uvnitř zóny. Americký historik Walter Laqueur poznamenal, že na začátku 80. let 19. století žila většina Židů v Ruském impériu ve větší bídě než nejchudší ruští rolníci a dělníci. Velká část z nich by byla odsouzena k pomalému vyhladovění, kdyby tehdy nevznikla možnost masové emigrace do Spojených států a některých dalších zemí jako byla Argentina.
Lepší životní podmínky měli pouze obchodníci první gildy (ale až po 10letém pobývání v gildě v rámci Zóny osídlení), osoby s vysokoškolským vzděláním, střední lékařský personál, řemeslníci zapsaní v nějaké řemeslnické dílně a Židé nižších vojenských hodností, kteří se dostali do služby díky rekrutskému náboru.
Je důležité poznamenat, že pro postoupení do první gildy bylo nutné splnit dvě podmínky. Židé museli „získat“ (spíše být schopni si zaplatit) průmyslové potvrzení určitého stupně (na začátku 20. století stálo 500 rublů ročně) a příslušný doklad pro členy gildy (ten stál tehdy 75 rublů ročně). Nic dalšího však nebylo zapotřebí; Židé nemuseli ani být reálně zaměstnáni v jakékoli průmyslové nebo komerční oblasti, ani nepotřebovali souhlas pro vstup do gildy od ní samotné. Tímto způsobem, tedy vstupem do obchodní oblasti první gildy, bylo fakticky možno obejít nařízení o trvalém bydlišti týkající se Židů. Pro mnoho Židů byl tento krok ale příliš nákladný, a tak si jej většina z nich prakticky nemohla dovolit.
Ani další způsoby, jak se dostat ze Zóny osídlení, nebyly jednoduché. Komplikace totiž doprovázely i pokusy o získání vzdělání či připsání se k řemeslnické organizaci. Na vysokých školách fungovala v 80. letech 19. století procentuální norma (tzv. numerus clausus), která určovala maximální počet židovských studentů (3 % v hlavních městech, 5 % v ostatních městech a 10 % v Zóně osídlení). Co se týče řemeslnických organizací v Zóně osídlení, ty byly v 80. letech 19. století všechny rozpuštěny, kromě v Oděse.

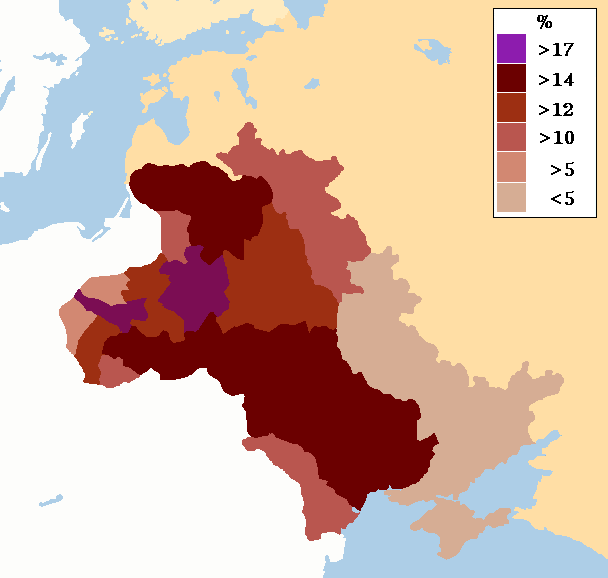
Mapa ukazující procentní podíly židovského obyvatelstva v Zóně osídlení a v Kongresovém Polsku, cca 1905

Z určitého hlediska by se dalo na Zónu osídlení nahlížet jako na politiku integrace náboženských a etnických uzavřených obcí do ruské společnosti, a to zejména ve druhé polovině 19. století. Jako příklad takové integrace lze uvést přechod mnohých Židů ke křesťanství. Mnozí Židé se snažili začlenit a upouštěli tedy od svých zásad a náboženských tradic judaismu. Snažili se vytvořit si svou novou moderní identitu, která by Rusům nepřekážela. Na druhou stranu se tato politika zákazů a četných omezení projevila v radikalizaci některých Židů, kteří v jejím důsledku vytvářeli revoluční, respektive anarchistické organizace. Mnozí kulturní činitelé tuto politiku kritizovali. Spisovatel David Lvovič Manevič (psal pod pseudonymem David Benare) tvrdě kritizoval Zónu osídlení ve svém díle z roku 1907 s názvem „Pasynki žizni“ a Židy nazval „nevlastními syny Ruska“.
Fakticky přestala Zóna osídlení existovat už v roce 1915. V důsledku mimořádných okolností této fáze první světové války se jeden z vedoucích představitelů carského ministerstva vnitra rozhodl, že Židům povolí žít v městských obydlích mimo ohraničené území zóny. Výjimky však nadále platily pro tehdejší hlavní město Petrohrad (Sankt Petersburg) a další velká a důležitá města jako byla Moskva a území, která byla spravována ministry imperátorského dvora nebo patřila armádě (tzn. palácová předměstí Petrohradu a celé frontové pásmo). Zrušení Zóny osídlení však neznamenalo, že se zmírnila i politika vůči Židům. Zmiňovaný krok ministerstva vnitra totiž vůbec nebyl zamýšlen jako projevení solidarity se Židy. Jakmile vstoupilo Rusko do války, vláda si začala uvědomovat, že velká část zóny je na území, kde vznikla válečná fronta. Bylo tedy třeba přemístit Židy z této oblasti, neboť jejich procentní podíl v Zóně osídlení byl vysoký. Na ministerstvu vnitra totiž kvůli dosavadní diskriminaci Židů vznikly pochyby o jejich loajalitě vůči carské vládě. Kolem 500 000 Židů bylo – většinou dobrovolně – přemístěno do jiných, od fronty vzdálenějších, gubernií, nejvíce však do Jekatěrinoslavské, Chersonské a Podolské.
Zóna pro židovské osídlení byla definitivně zrušena výnosem ruské prozatímní vlády po Únorové revoluci roku 1917. Toto rozhodnutí je považováno za zásadní zlom v postavení Židů v Rusku.